# دهستان هرازپی غربی
هزارپی غربی، دهستانی است از توابع بخش مرکزی شهرستان محمودآباد در استان مازندران ایران.

## جمعیت
براساس سرشماری سال ۱۳۸۵ جمعیت آن ۶۸۲۰ نفر (۱۷۶۵ خانوار) بوده‌است.